# Elliot Warburton
Bartholomew Elliot George Warburton, född 1810 nära Tullamore, död den 4 januari 1852 på Atlanten, var en engelsk författare av irländsk börd.
Warburton var advokat och därefter godsägare, tills han gav sig ut på resor i Levanten. I The crescent and the cross (1844) skildrade han livfullt och måleriskt sina äventyr i Österlandet och yrkade på Egyptens annektering. Hans Memoirs (1849) över krigaren prins Rupert av Pfalz är stödd på källforskningar, men partisk för sitt föremål. Warburton skrev dessutom ett par historiska romaner 
(till svenska översattes "Darien eller köpmansfursten", 1853).